# Rafael Erich
Rafael Waldemar Erich, né le 10 juin 1879 à Turku et mort le 19 février 1946 à Helsinki, est un  professeur, diplomate, homme d'État finlandais, membre du Parti de la coalition nationale -Kok), premier ministre de la Finlande du 15 mars 1920 au 9 avril 1921,.